# Thống Nhất, Biên Hòa
Thống Nhất là một phường cũ thuộc thành phố Biên Hòa (cũ), tỉnh Đồng Nai, Việt Nam.
Phường có diện tích 3,43 km², dân số năm 2017 là 29.139 người, mật độ dân số đạt 8.495 người/km².

## Địa lý
Phường Thống Nhất là một phường nội ô thành phố Biên Hòa, là một vùng đất ven sông Cái thuộc nhánh sông Đồng Nai. 
- Phía Đông giáp phường Tân Mai
- Phía Tây giáp các phường Quyết Thắng, Trung Dũng
- Phía Nam và Đông Nam giáp phường Hiệp Hòa qua sông Cái
- Phía Bắc giáp phường Tân Tiến.

Phường có diện tích 3,42 km², dân số năm 2024 là 26.752 người, mật độ dân số đạt 7.822 người/km².
Phường được quy hoạch trở thành trung tâm văn hóa, thương mại, dịch vụ, hành chính của thành phố Biên Hòa trong tương lai.

## Hành chính
Phường Thống Nhất được chia thành 7 khu phố: 1, 2, 3, 4, 5, 6, 7.

## Lịch sử
Phường có một truyền thống đấu tranh cách mạng hào hùng, nằm trên trục chiến khu Bình Đa – An Hảo – Ba Làng. Với di tích Nhà Xanh (tên lính Mỹ đầu tiên tử trận tại Việt Nam), tinh thần kiên cường bất khuất, anh dũng của nhân dân vùng đất Gò Me và các chiến công của công nhân hãng cưa BIF trong đấu tranh kháng chiến chống Pháp và chống Mỹ.